# ترايسيراتيالز
ترايسيراتيالز (بالإنجليزية: Triceratiales) هي رتبة من حقيقيات النواة .